# Pirna (Schiff, 1861)
Der Raddampfer Pirna wurde 1861 in der Schiffswerft Blasewitz gebaut. Das Schiff wurde mit der Baunummer 3 auf Kiel gelegt. gelegt. Die Schiffstaufe fand am 17. Oktober 1861 statt.

## Die Zeit bis 1919
Nach der Indienststellung als Glattdeckdampfer fuhr das Schiff für die Vereinigte Sächsisch-Böhmische Dampfschiffahrt, die im März 1867 in die Sächsisch-Böhmische Dampfschiffahrts-Gesellschaft (SBDG) umgewandelt wurde. Es war das erste Schiff mit doppelten Fenstern.
Um es dem Zugriff des Königreiches Preußen zu entziehen, wurde das Schiff im Preußisch-Österreichischen Krieg im Mai 1866 nach Theresienstadt verlegt.
Im Winter 1881/82 wurde das Schiff einer Überholung unterzogen. Es wurde ein neuer Zwei-Flammrohr-Kofferkessel der Sächsischen Dampfschiffs- und Maschinenbauanstalt eingebaut und die Schaufelräder verbreitert. Im Winter 1913/14 wurde das Schiff einer Generalreparatur unterzogen.
Im Herbst 1917 wurde das Schiff aufgrund schwieriger wirtschaftlicher Bedingungen im Ersten Weltkrieg aufgelegt und am 1. April 1919 für 20.000 Mark an die Reederei Otto Krietsch in Magdeburg verkauft. Hier kam das Schiff unter dem Namen Rosslau zum Einsatz.

## Die Zeit nach dem Verkauf

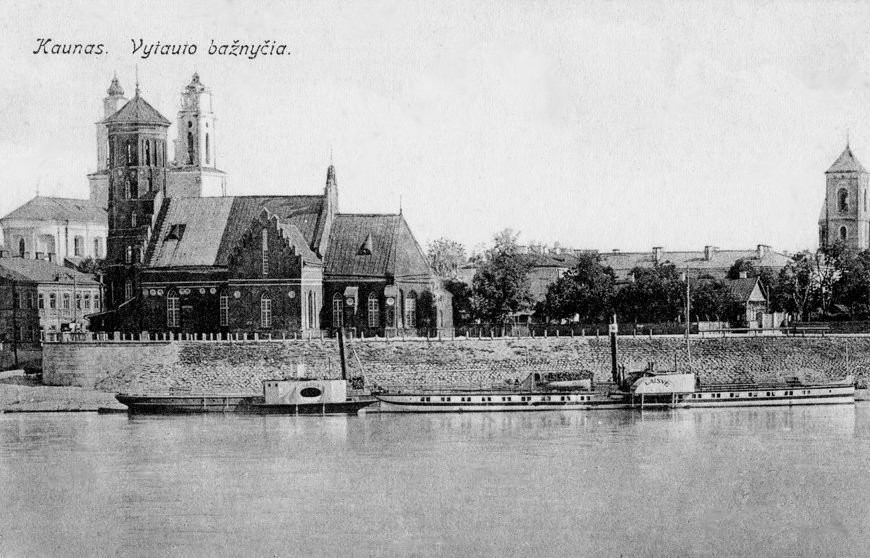
Raddampfer Laisve vor der Jungfrau-Maria-Himmelfahrt-Kirche in Kaunas

Im Mai 1920 wurde das Schiff an die Werft A. & W. Wojan  in Danzig weiterveräußert und kam unter dem Namen Svoboda zum Einsatz. 1923 wurde es an den in Jurbarkas ansässigen Rotblatas Levenbergas verkauft und unter dem Namen Laisve eingesetzt.
Nach dem Einmarsch der Roten Armee am 5. Juli 1940 wurden alle Schiffe verstaatlicht. Kurz nach dem Ausbruch des Deutsch-Sowjetischen Kriegs wurde es noch im Juni 1941 durch die vorrückenden deutschen Truppen sichergestellt und im Oktober 1941 durch die Verwaltung des Reichskommissariats Ostland, dem Generalkommissar in Kaunas, in Treuhandverwaltung genommen. Nach der Besetzung von Kaunas durch die Rote Armee im Juli 1944 wurde das Schiff Richtung Westen verlegt. Im Oktober 1944 wurde das Schiff der Kriegsmarine, Dienststelle Danzig (KMD), überstellt und kam als Lazarettschiff im Kurischen Haff zum Einsatz. Hier wurde es 1944 als Verlust gemeldet.

## Die Dampfmaschine
Über die Dampfmaschine ist wenig bekannt. Es handelte sich um eine oszillierende Niederdruck-Zweizylinder-Zwillings-Dampfmaschine der englischen Maschinenbauanstalt John Penn and Sons mit einer Leistung von 120 PS.

## Kapitäne des Schiffes
- Protze 1862–1863
- Friedrich Ignatz Beckel 1864–1865
- F.A. Petzold 1866–1869
- Friedrich Ignatz Beckel 1870–1872
- Carl Gottlob Thieme 1873–1880
- Wilhelm Hübel 1881–1887
- Carl August Helm 1888–1892
- Carl August Bräunling 1893
- Carl August Helm 1894
- Carl August Bräunling 1898–1897
- Wenzel Stolz 1898
- August Wilhelm Günther 1899–1900
- Josef Hübel 1901–1902
- Gustav Eduard Fischer 1903–1904
- Karl Otto Viehrig 1905–1908
- Gustav Eduard Fischer 1909–1910
- Robert Ferdinand Leinweber 1911–1912
- Josef Hille 1913–1917